# Danske husdyr
Danske husdyr er en dansk naturfilm fra 1962 instrueret af Tue Ritzau efter eget manuskript.

## Handling
Husdyrene, som de lever og bliver plejet af en familie på en lille gård på Sjælland.